# Allal ben Abdallah
Allal ben Abdallah est un nationaliste marocain qui a tenté le 11 septembre 1953 d’assassiner le faux sultan du Maroc Mohammed ben Arafa. Au Maroc, il est un martyr et un exemple de patriotisme.

## Naissance
Allal ben Abdallah est né en 1916 à Guercif dans la province de Taza. Membre d'une famille modeste, il exerce le métier de peintre artisan.

## Mort
Il est abattu lors de son attaque du vendredi 11 septembre 1953 contre Mohammed ben Arfa nommé par les autorités françaises comme gouverneur du Maroc après avoir exilé le sultan du Maroc Mohamed Ben Youssef.